# Exephanes occupator
Exephanes occupator är en stekelart som först beskrevs av Johann Ludwig Christian Gravenhorst 1829.  Exephanes occupator ingår i släktet Exephanes och familjen brokparasitsteklar. Arten är reproducerande i Sverige. Inga underarter finns listade i Catalogue of Life.